# Handball Trophy 2007-2008 (pallamano maschile)
L'Handball Trophy 2007-2008 è stata la quarta edizione del torneo annuale organizzato dalla Federazione Italiana Gioco Handball.
È stato disputato da domenica 16 a martedì 18 settembre 2007 ed hanno partecipano le otto squadre iscritte al campionato di Serie A Élite 2007-2008.
Gli incontri si sono disputati al Pala San Giacomo di Conversano.
La competizione prevedeva la disputa di due gironi eliminatori da quattro squadre ciascuno con la formula del girone all'italiana con incontri di sola andata; a seguire semifinali e finali.

## Girone A
| Conversano 16 settembre 2007 | Gammadue Secchia | 20 – 16 | Junior Fasano |  |

| Conversano 16 settembre 2007 | Italgest Salento d'Amare Casarano | 17 – 17 | Al.Pi. Prato |  |

| Conversano 16 settembre 2007 | Gammadue Secchia | 18 – 13 | Al.Pi. Prato |  |

| Conversano 16 settembre 2007 | Italgest Salento d'Amare Casarano | 23 – 17 | Junior Fasano |  |

| Conversano 17 settembre 2007 | Gammadue Secchia | 18 – 16 | Italgest Salento d'Amare Casarano |  |

| Conversano 17 settembre 2007 | Al.Pi. Prato | 20 – 14 | Junior Fasano |  |

|  |    | Classifica girone A               | Pti | G | V | N | P | GF | GS | DR  |
|  | -- | --------------------------------- | --- | - | - | - | - | -- | -- | --- |
|  | 1. | Gammadue Secchia                  | 9   | 3 | 3 | 0 | 0 | 56 | 45 | +11 |
|  | 2. | Italgest Salento d'Amare Casarano | 4   | 3 | 1 | 1 | 1 | 56 | 52 | +4  |
|  | 3. | Al.Pi. Prato                      | 4   | 3 | 1 | 1 | 1 | 50 | 49 | +1  |
|  | 4. | Junior Fasano                     | 0   | 3 | 0 | 0 | 3 | 47 | 63 | -16 |

## Girone B
| Conversano 16 settembre 2007 | Bologna | 17 – 17 | Indata Merano |  |

| Conversano 16 settembre 2007 | Indeco Conversano | 18 – 14 | Arenella Resort Albatro |  |

| Conversano 16 settembre 2007 | Bologna | 18 – 16 | Arenella Resort Albatro |  |

| Conversano 16 settembre 2007 | Indata Merano | 22 – 14 | Indeco Conversano |  |

| Conversano 17 settembre 2007 | Indeco Conversano | 19 – 17 | Bologna |  |

| Conversano 17 settembre 2007 | Arenella Resort Albatro | 21 – 20 | Indata Merano |  |

|  |    | Classifica girone B     | Pti | G | V | N | P | GF | GS | DR |
|  | -- | ----------------------- | --- | - | - | - | - | -- | -- | -- |
|  | 1. | Indeco Conversano       | 6   | 3 | 2 | 0 | 1 | 51 | 53 | -2 |
|  | 2. | Indata Merano           | 4   | 3 | 1 | 1 | 1 | 59 | 52 | +7 |
|  | 3. | Bologna                 | 4   | 3 | 1 | 1 | 1 | 52 | 52 | 0  |
|  | 4. | Arenella Resort Albatro | 3   | 3 | 1 | 0 | 2 | 51 | 56 | -5 |

## Semifinali 1º - 4º posto
| Conversano 17 settembre 2007 | Gammadue Secchia | 13 – 11 | Indata Merano |  |

| Conversano 17 settembre 2007 | Conversano | 22 – 17 | Italgest Salento d'Amare Casarano |  |

## Semifinali 5º - 8º posto
| Conversano 17 settembre 2007 | Al.Pi. Prato | 20 – 19 | Arenella Resort Albatro |  |

| Conversano 17 settembre 2007 | Bologna | 23 – 22 | Junior Fasano |  |

## Finale 7º - 8º posto
| Conversano 18 settembre 2007 | Junior Fasano | 19 – 17 | Arenella Resort Albatro |  |

## Finale 5º - 6º posto
| Conversano 18 settembre 2007 | Bologna | 19 – 18 | Al.Pi. Prato |  |

## Finale 3º - 4º posto
| Conversano 18 settembre 2007 | Indata Merano | 26 – 22 | Italgest Salento d'Amare Casarano |  |

## Finale 1º - 2º posto
| Conversano 18 settembre 2007 | Gammadue Secchia | 26 – 23 | Indeco Conversano |  |

## Classifica finale
| Classifica | Squadre                           |
| ---------- | --------------------------------- |
| 1          | Gammadue Secchia                  |
| 2          | Indeco Conversano                 |
| 3          | Indata Merano                     |
| 4          | Italgest Salento d'Amare Casarano |
| 5          | Bologna                           |
| 6          | Al.Pi. Prato                      |
| 7          | Junior Fasano                     |
| 8          | Teknoelettronica Teramo           |